# Oliva de la Frontera
Oliva de la Frontera là một đô thị trong tỉnh Badajoz, Extremadura, Tây Ban Nha. Theo điều tra dân số 2006 (INE), đô thị này có dân số là 5881 người.